# إبراهيم الميسي
إبراهيم الميسي

## نسبه
الشيخ أبو إسحاق إبراهيم بن علي بن عبد العالي الميسي، وهو الجد الأدنى للشيخ لطف الله الميسي.

## أسفاره ودراسته
ترك جبل عامل وهاجر إلى إيران وقد كان عالما فاضلا من علماء دولة السلطان شاه طهماسب الصفوي.

والظاهر أنه سكن في العراق (النجف) مدة من الزمن وفيها أجاز ولده الشيخ عبد الكريم الميسي.

## أساتذته وطلابه
درس على أبيه المحقق الميسي، وروى عنه كما روى عن المحقق الكركي وعن الشهيد الثاني.

وقد أجازه الشهيد الثاني إجازة متوسطة تاريخها سنة 957، و في آخرها شرك معه في الإجازة ولده الشيخ عبد الكريم بن إبراهيم الميسي.

كما أجازه والده المحقق الميسي مع أخيه الشيخ جعفر وصهره الشهيد الثاني، إجازة مختصرة تاريخها سابع شعبان سنة 930.

يروي عنه كل من الشيخ محمود التستري و السيد أحمد الأردبيلي.

## مؤلفاته
ينسب إليه الآغا بزرك الطهراني كتاب (تحصيل السداد في شرح واجب الاعتقاد)وهو شرح لكتاب واجب الاعتقاد للعلامة الحلي.

## أولاده
كان حسن الخط، وكان له ولدان:
- الحسن:[8] يُنسب إليه كتاب (إماطة اللثام عن الآيات الواردة في الصيام).[9] وله ولد يدعى محمد حسين بن الحسن بن إبراهيم بن علي الميسي نزيل الحائر.[10]
- عبد الكريم:[11] وقد اجازه والده الشيخ إبراهيم الميسي بإجازة أولها: أولها نحمدك يا من نصرنا فيما نأخذه للعمل الخ كتبها له أوائل شهر رمضان سنة 975 و هي متوسطة.[12]

## وفاته ومدفنه
تاريخ وفاته غير معلوم، وهناك قبر يقع شرقي بلدة ميس الجبل منسوب إلى الشيخ إبراهيم الميسي.

يرى البعض أنه عاد من إيران وتوفي في ميس ودفن فيها. وهذا ما يستبعده السيد محسن الأمين في كتابه أعيان الشيعة الذي يرجّح أن يكون هذا القبر لشخص آخر اسمه الشيخ إبراهيم بن عبد العال الميسي الذي كان معاصرا للشهيد الأول بينما المترجم له هنا كان معاصرا للشهيد الثاني واسمه إبراهيم بن علي بن عبد العال فلاحظ الفرق.